# مانچا هومدا
مانچا هومدا (به اسپانیایی: La Mancha Húmeda) یک ذخیره‌گاه زیست‌کره در اسپانیا است.